# Dean Smith Center
El Dean E. Smith Student Activities Center, conocido popularmente como Dean Smith Center, es un pabellón multiusos situado en Chapel Hill (Carolina del Norte). Inaugurado en 1986 y reformado en 1992 y 2000, es la sede del equipo de baloncesto de la Universidad de Carolina del Norte en Chapel Hill. Lleva el nombre de Dean Smith, que fuera entrenador del equipo masculino de baloncesto entre 1961 y 1997.

## Historia
A comienzos de los años 80, hubo un consenso dentro de la universidad en que los Tar Heels necesitaban un pabellón con mayor capacidad que el que usaban entonces, el Carmichael Auditorium, que contaba con 10 180 asientos. De acuerdo con la biografía que David Halberstam escribió de Michael Jordan, Smith no quería que se pusiera su nombre a un pabellón, pero fue persuadido por la administración de la universidad y los partidarios de la arena, de que los esfuerzos de recaudación de fondos para la instalación podrían fallar si no utilizaran su nombre.
El primer partido en el nuevo pabellón lo disputaron los Tar Heels ante Duke Blue Devils el 16 de enero de 1986. Mark Alarie, de Duke, consiguió la primera canasta, pero Warren Martin pronto pondría los primeros puntos de North Carolina, con asistencia de Kenny Smith. El equipo local se hizo con la victoria, 95-92.

## Eventos
A lo largo de su historia ha albergado innumerables conciertos de los grupos más importantes de la música actual. El artista que más veces ha actuado en el recinto ha sido Eric Clapton, un total de cuatro ocasiones, seguido de Bruce Springsteen, Elton John, David Bowie y Genesis con tres.